# Доисторические Филиппины
Доистори́ческий пери́од в исто́рии Филиппи́н охватывает период с момента появления на архипелаге первых гоминид и до ранней письменной истории Филиппин, которая началась на рубеже 9-10 вв. н. э., когда были созданы надписи на медных пластинах — самый ранний письменный источник страны (en:Laguna Copperplate Inscription). Значительные изменения произошли со времён появления первых палеолитических культур 50 тыс. лет до н. э. и до возникновения талассократических цивилизаций 4 в. до н. э., которые расширяли сферу своей торговли и влияния вплоть до появления первых письменных памятников на архипелаге.

## Палеолит
В Кагаянской долине Северного Лусона на открытом местонахождении Калинга (Kalinga site) найдены каменные орудия и скелет разделанного древними людьми индийского носорога вида Rhinoceros philippinensis (на 13 костях были обнаружены порезы, на двух плечевых костях — удары камнем), датируемые периодом между 777 и 631 тыс. лет назад (709 тыс. л. н.).
Первые свидетельства систематического использования палеолитических технологий на Филиппинах датируются примерно 50 тыс. лет до н. э., когда на Филиппинах появляются первые примитивные общины людей. Каменный век на Филиппинах закончился около 500 лет до н. э., когда появились металлические орудия, хотя каменные какое-то время сосуществуют с ними. Филиппинский антрополог Ф. Ланда Волкано называет раннюю стадию развития филиппинского общества «формационной фазой». Для него критериями деления на стадии истории Филиппин являются инновации в развитии каменных орудий, а позднее — также керамики.
Считается, что около 30 тыс. лет назад на остров проникают негритосы, предки современного народа аэта — филиппинских аборигенов. Они происходили из Африки, прошли через Индийский субконтинент и Андаманские острова, откуда по существовавшим тогда сухопутным мостам достигли Юго-Восточной Азии. Часть негритосов поселилась в Малайзии, где от них произошла современная этническая группа Оранг-Асли, представленная семангами и сеноями, а часть перебралась на Филиппины через Калимантан. Материальных свидетельств о жизни филиппинцев того времени — таких, как злаки, краски, здания — не сохранилось. Филиппинский историк Уильям Г. Скотт считает, что гипотеза о столь раннем проникновении аборигенов является чистой спекуляцией.

### Человек из Кальяо
В 2007 году Арманд Сальвадор Михарес обнаружил в пещере Кальяо (en:Callao Cave) на острове Лусон останки человека, датируемые возрастом 66,7 ± 1 тыс. лет назад, то есть почти на 20 тыс. лет более ранние, чем известный к тому времени человек из Табона (47 ± 11 тыс. лет назад). В пещере Кальяо была обнаружена третья плюсневая кость предположительно вида Homo sapiens. Останки людей из Кальяо предлагается выделить в отдельный вид Homo luzonensis.

### Человек из Табона
До открытия человека из Кальяо, датировка которого оспаривается, древнейшими человеческими останками на Филиппинах считались окаменевшие фрагменты черепа и челюстных костей трёх разных людей, которые обнаружил 28 мая 1962 года доктор Роберт Фокс, американский антрополог, сотрудник Национального музея Филиппин. Эти фрагменты известны под общим названием «человек из Табона» по месту находки на западном побережье острова Палаван. Пещера Табон (en:Tabon Cave) была, по-видимому, мастерской каменного века, где на 4 разных археологических уровнях в главной камере обнаружены как готовые каменные отщепы, так и отходы производства каменных орудий. Древесный уголь, сохранившийся от нескольких костров, датируется радиоуглеродным методом соответственно 22000, 20000 и 7000 лет назад.
Находки в пещере Табон сохранились благодаря толстому многолетнему слою птичьего гуано. Под слоем, где обнаружены кости, находится более ранний слой верхнего плейстоцена возрастом около 45—50 тыс. лет, где обнаружены остатки костров.
Специалисты по физической антропологии, исследовавшие череп Табонского человека, считают, что он принадлежал Homo sapiens, в отличие от обитавшего здесь ранее, в среднем плейстоцене Homo erectus. Двое из учёных пришли к выводу, что челюсть по своему строению — «австралоидная», а пропорции черепа напоминают пропорции, характерные для айнов или тасманийцев; в то же время, череп не похож на черепа негритосов.
В Табонских пещерах практиковался обряд погребения в кувшинах, имевший в древности широкое распространение от Шри-Ланки до Долины кувшинов в Лаосе и Японии. Характерным примером является вторичное погребение, где найден кувшин, который в настоящее время хранится в Национальном музее, на крышке которого изображены две фигуры — одна изображает умершего со скрещенными руками, ладони прикасаются к плечам, а вторая — рулевого; обе фигуры сидят в лодке-проа, одна мачта которой была утрачена.
Вторичные дозахоронения практиковались на всех островах Филиппинского архипелага в указанный период, некоторые из них — в погребальных кувшинах. 78 погребальных сосудов из необожжённой глины обнаружены в пещере Манунггул, Палаван.

### Теории миграции
Антропологи предложили несколько моделей миграции современного человека на Филиппины. С тех пор, как Х. Отли Байер предложил свою теорию волновой миграции, многочисленные исследователи занимались вопросом о том, когда и как люди впервые попали на Филиппины. Вопрос о том, попали ли они на архипелаг с юга (Малайзия, Индонезия и/или Бруней, как предполагал Байер), или с севера (через Тайвань, как предполагает австронезийская теория), был в течение десятилетий предметом жарких дебатов. Новые открытия привели к переоценке старых гипотез и созданию новых.

#### Теория волновой миграции Байера
Первую известную теорию доисторического заселения Филиппин представил Х. Отли Байер (en:H. Otley Beyer), основатель антропологического факультета Филиппинского университета. По мнению Байера, предки современных филиппинцев первоначально прибыли на острова через перешеек, существовавший, когда уровень моря был ниже современного, а позднее, когда архипелаг отделился от материка, новые волны поселенцев прибывали на небольших судах. Он предлагал различать несколько волн миграций:
1. «человек рассвета» — пещерные гоминиды (в концепции Байера — разновидности человека разумного), родственные таким видам, как питекантроп и синантроп (около 250000 лет назад).
2. аборигены австралоидной расы, предки современных негритосов (около 30-25 тыс. лет назад).
3. мореплаватели, предположительно носители австронезийских языков (6-5 тыс. лет назад) — первая группа, прибывшая на Филиппины по морю.
4. новая группа мореплавателей, принесшая достижения железного века — представители иной ветви австронезийских языков. Именно их культура доминировала на Филиппинах доколониального периода.

Хотя теория Байера весьма популярна на Филиппинах, к ней высказывали претензии ряд ведущих антропологов и историков. В частности, Байер не проводил различия между людьми и дочеловеческими гоминидами, считая их представителями одного вида, способными смешиваться. В целом, в настоящее время его гипотеза рассматривается как слишком упрощающая картину доисторической эпохи Филиппин.

#### Критика теории сухопутных перешейков
В феврале 1976 года Фритьоф Фосс, немецкий учёный, изучавший геологию Филиппин, оспорил теорию сухопутных перешейков. По его мнению, Филиппинский архипелаг никогда не был частью азиатского континента, а поднялся со дна океана в ходе подвижек земной коры под Тихим океаном, и продолжает подниматься в настоящее время. Страна расположена вдоль тектонических разломов, идущих вдоль больших океанических впадин. Мощные землетрясения, вызванные соседством с этими впадинами, привели к подъёму над уровнем моря Филиппинского архипелага. Фосс указал, что в ходе исследований земной коры 1964—1967 годов было обнаружено, что 35-километровый слой земной коры под Китаем не достигает Филиппин. Таким образом, Филиппины не могли быть в прошлом соединены сухопутным перешейком с Азиатским континентом. Вопрос о том, кем были первые поселенцы, остаётся нерешённым.
Филиппинский историк Уильям Генри Скотт указывал, что:
1. острова Палаван и Каламианес отделены от Калимантана водой, глубина которой нигде не превышает 100 метров,
2. к югу от линии, проведенной между Хошимином (Сайгоном) и Брунеем глубина Южнокитайского моря нигде не превышает 100 метров,
3. Малаккский пролив имеет (максимальную) глубину 50 метров только в одном месте.[15]

Скотт также отмечает, что архипелаг Сулу является не пиком затопленного горного массива, соединявшего Минданао и Калимантан, а выступающим краем трёх небольших хребтов, образованных тектоническим колебанием дна моря в недавние геологические времена. По мнению Скотта, ясно, что Палаван и Каламианы не стоят на затопленном бывшем сухопутном перешейке, а представляют собой ранее выступающую рогообразную часть плеча континента, чьё южное побережье ранее находилось на месте современных островов Ява и Калимантан. Миндоро и Каламианы отделены проливом более 500 метров глубиной

#### Теория расселения австронезийцев Беллвуда

Основные ветви малайско-полинезийских языков. Оранжевым цветом обозначены борнео-филиппинские языки, тёмно-красным — сулавесийские языки, зелёным — центрально-малайско-полинезийские языки, фиолетовым — южнохальмахерско-западноновогвинейские языки, а розовым — океанийские. (Некоторые территории распространения океанических языков на карте не представлены.)

Популярной современной альтернативой модели Байера является гипотеза Питера Беллвуда о приходе носителей австронезийских языков с Тайваня, где в настоящее время существуют архаичные группы австронезийцев. Гипотеза о приходе австронезийцев с Тайваня основана на лингвистике, и она довольно близка модели истории австронезийских языков Роберта Бласта (en:Robert Blust), дополняя её археологическими данными.
Согласно этой модели, в 4500—4000 гг. до н. э. развитие сельскохозяйственных технологий в провинции Юньнань в Китае вызвало перенаселение, из-за чего часть местного населения была вынуждена мигрировать на Тайвань. Язык или группа диалектов этих людей легли в основу всех прочих австронезийских языков.
Примерно к 3000 г. до н. э. эти группы начали распадаться на три или четыре различных субкультуры, а к 2500—1500 гг. до н. э. одна из этих групп начала мигрировать на юг в направлении Филиппин и Индонезии, достигнув острова Борнео и Молуккских островов к 1500 гг. до н. э., где они создали новые культурные группы и где возникли новые языки.
К 1500 г. до н. э. некоторые из указанных групп начали мигрировать на запад, достигнув Мадагаскара около 1 тыс. до н. э. Другие мигрировали на восток, добравшись до острова Пасхи к середине XIII в. н. э.
Миграция всех перечисленных групп привела к распространению австронезийских языков на весьма обширной территории при сохранении между ними высокой степени лексического сходства.
Согласно этой теории, население Филиппин является потомками групп, оставшихся на Филиппинском архипелаге, тогда как все прочие носители австронезийских языков мигрировали сначала на юг, затем на восток и запад.

#### Теория Зольхайма о Нусантаоской сети морской торговли (теория островного происхождения)
Хотя теория Вильгельма Зольхайма о Нусантаоской сети морской торговли не рассматривает прямо вопрос о биологических предках современных жителей Южной Азии, в рамках этой теории предполагается, что направления культурной экспансии в азиатско-тихоокеанском регионе не столь просты, чтобы их можно было объяснить одной лишь миграцией. Если Беллвуд основывал свою концепцию только лишь на лингвистическом анализе, Зольхайм изучал артефакты, на основании анализа которых пришёл к выводу о существовании сети торговли и коммуникаций, которая первоначально распространилась в азиатско-тихоокеанском регионе в эпоху неолита (около 8000 — 500 гг. до н. э.). Согласно этой теории Зольхайма, именно указанная сеть, состоявшая из мореплавательских народов как австронезийского, так и иного происхождения, была ответственна за распространение определённых культурных характеристик по всему азиатско-тихоокеанскому региону.
Зольхайм предложил концепцию 4 географических регионов — центрального, северного, восточного и западного — очерчивавших распространение Нусантаоской сети морской торговли со временем. Позднее центральный регион распался на два мелких, отражающих 2 стадии культурного распространения — ранний центральный и поздний центральный. Вместо Тайваня, который большинство специалистов считают прародиной австронезийских языков, Зольхайм помещает прародину Нусантаоской сети в ранне-центральный регион на восточном побережье Вьетнама и датирует начало распространения около 9000 г. до н. э.
Далее Зольхайм предполагает, что около 5000 г. до н. э. люди стали распространяться по направлению к поздне-центральному региону, включавшему Филиппины, через островную Юго-Восточную Азию, а не через север, как предполагает теория тайваньской прародины. Поздне-центральный регион включал южный Китай и Тайвань, где, по мнению автора теории, развилась семья австронезийских языков и где возникли малайско-полинезийские языки.
Около 4000 — 3000 гг. до н. э., по мнению Зольхайма, носители этих языков распространились на восток через Северный Лусон в Микронезию, и образовали ранне-восточный регион, неся с собой малайско-полинезийские языки. Именно эти языки распространялись далее через Нусантаоскую сеть морской торговли в ходе экспансии через Малайзию до 2000 г. до н. э., а далее — по островной Индии и Шри-Ланке к восточному побережью Африки и Мадагаскару, а также на восток до острова Пасхи. Таким образом, Зольхайм соглашается с Беллвудом в том, что австронезийские языки распространялись на восток и запад с территории около Филиппин. Различие между теориями, помимо вопроса о происхождении носителей, состоит в том, что Беллвуд считает распространение линейным, а Зольхайм рисует картину в виде концентрических окружностей, которые накладывались друг на друга в районе поздне-центрального региона, включавшего Филиппины.

#### Автохтонная гипотеза Хокано
Гипотезу об автохтонном происхождении филиппинцев представил антрополог Ф. Ланда Хокано (F. Landa Jocano) из Филиппинского университета. В 2001 г. он выпустил статью, в которой утверждал, что существующие антропологические ископаемые данные свидетельствуют, что люди мигрировали в одно и то же время не только на Филиппины, но также на Новую Гвинею, на Борнео и в Австралию. По поводу волновой модели Байера он указывает, что нет никакого надёжного способа определить «расу» ископаемых человеческих останков; с уверенностью можно говорить лишь о том, что открытие Табонского человека доказывает, что Филиппины были населены уже 22-21 тыс. лет назад. И если это так, то первые обитатели не могли прийти с Малайского полуострова. Напротив, Хокано утверждает, что население нынешних Филиппин является продуктом долговременного процесса эволюции и миграций. Он также добавляет, что это также справедливо в отношении индонезийцев и малайцев, причём из указанных трёх народов ни один не был доминантным носителем культуры. Иными словами, он полагает, что древние люди, заселившие Юго-Восточную Азию, невозможно строго отнести к одной из трёх указанных групп. Он также считает, что филиппинскую культуру некорректно рассматривать как ориентированную на Малайзию.

#### Гипотеза Скотта о прибытии носителей австронезийских языков (5000-2000 гг. до н. э.)
Историк Уильям Генри Скотт цитирует в своём труде лексикостатистическое исследование 7 млн словесных пар, которое провёл лингвист Исидор Дайен. На основании этого анализа он в 1962 г. предложил два альтернативных сценария, объясняющих происхождение распространение австронезийских языков:
1. что они происходили с каких-то островов Тихого океана и распространились на запад в Азию, или
2. что они произошли с Тайваня и распространились на юг[20].

На основании дальнейшего исследования второй альтернативы Скотт пришёл к выводу, что филиппинские языки могли быть занесены прото-австронезийцами около 5000 г. до н. э., вероятно, с севера, после чего их потомки распространились по Филиппинскому архипелагу и за его пределы в последующие тысячелетия, поглотив или вытеснив немногочисленное автохтонное население, а их изначальный язык распался на несколько десятков взаимно непонятных языков, которые вытеснили автохтонные языки. В течение этих тысячелетий носители других австронезийских языков (например, несиоты) прибыли на Филиппины достаточно крупными группами для того, чтобы оставить следы в лексике, но недостаточно крупными, чтобы вытеснить филиппинские языки. Скотт предположил, что если этот сценарий правилен, тогда все современные филиппинские языки (кроме языков сама-баджо, число носителей которых за пределами Филиппин больше, чем на Филиппинах) возникли на архипелаге, и ни один из них не был занесён отдельной волной миграции, поскольку между ними больше общего, чем при их сравнении с языками за пределами Филиппин.

### Генетические исследования

#### Исследование Стэнфордского университета (2001)
Исследование Стэнфордского университета, проведённое в 2001 году, показало, что Y-хромосомная гаплогруппа O3-M122 (в исследовании для неё использовался старый термин «гаплогруппа L») — наиболее распространённая Y-гаплогруппа среди филиппинцев. Эта гаплогруппа также преобладает среди китайцев, корейцев и вьетнамцев. Ещё одна Y-хромосомная гаплогруппа, O1a-M119 (по старой классификации — гаплогруппа H), также встречается среди филиппинцев. Наиболее высокая частота гаплогруппы O1a — среди аборигенов Тайваня и носителей тямского языка в Камбодже. Генетические данные показывают, что филиппинцы, широко представленные в выборке, близко родственны народу ами на Тайване.

#### Исследование Китайского медицинского университета (Тайвань)
Исследование, проведённое в 2002 году сотрудниками Китайского медицинского университета на острове Тайвань, показывает, что некоторые филиппинцы имеют некоторые общие генетические черты со всеми прочими жителями Азии — такими, как аборигены Тайваня, индонезийцы, тайцы и китайцы.

#### Исследование Университета Лидса (2008)
Проведённое в 2008 году генетическое исследование не обнаружило доказательств в пользу масштабной миграции на Филиппинский архипелаг с Тайваня. Исследование, проведенное Лидским университетом и опубликованное в журнале en:Molecular Biology and Evolution, показало, что генеалогии, связанные с митохондриальной ДНК (то есть передававшиеся по материнской линии), развивались в пределах островной Юго-Восточной Азии с тех пор, как современный человек прибыл туда около 50 тыс. лет назад. Дисперсия населения происходила по мере подъёмов уровня моря, что привело к миграции с Филиппинских островов на Тайвань в пределах последних 10000 лет.

## Ранний век металла (около 500 г. до н. э. — начало н. э.)
Наиболее ранние металлические изделия появились на Филиппинах около 500 г. до н. э., и эта новая технология совпала со значительными изменениями в образе жизни ранних филиппинцев. Новые орудия принесли с собой более стабильный образ жизни, создали больше возможностей для роста общин, как в численном измерении, так и в культурном.
На месте прежних общин, состоявших из небольших родовых общин, появились крупные деревни — обычно они располагались у воды, что облегчало путешествия и торговлю. Поскольку общинам было легко контактировать друг с другом, это привело к выработке общих культурных черт региона, что было невозможно ранее, когда общины представляли собой только небольшие группы близких родственников.
Хокано называет период 500 г. до н. э. — 1 г. н. э. «начальной фазой», когда среди артефактов впервые появляются однотипные для всего архипелага. Наряду с использование металлических изделий, эта эра связана со значительным улучшением технологий изготовления керамики.

### Появление металла
Появление металла на Филиппинах и последовавшие за тем изменения по характеру не были похожи на аналогичное появление металла в других регионах. Роберт Фокс отмечает: «К примеру, на архипелаге отсутствуют следы „бронзового века“ или „медного века“, которые существовали во многих других местах в мире. Переход, как показывают недавние раскопки, произошёл от каменных сразу к железным орудиям».
Наиболее раннее использование металла на Филиппинах — это использование меди для украшений (а не орудий труда). Даже когда медные и бронзовые орудия получили широкое распространённие, наряду с ними часто использовались каменные. Металл стал доминирующим материалом для изготовления орудий труда только в конце данного периода, что ознаменовало новую фазу культурного развития.
Бронзовые орудия раннеметаллического этапа истории Филиппин обнаружены в различных местах, однако они не были широко распространены. Это объясняют отсутствием местных источников олова, которое было необходимо для изготовления бронзы (сплава меди с оловом). Отсюда антропологи пришли к выводу, что бронзовые изделия на Филиппинах были импортными, а мастерские по плавке бронзы, обнаруженные в Палаване, служили для переплавки изделий, а не для первичного изготовления бронзы.

### Появление железных изделий
Когда на Филиппинах появилось железо, оно быстро стало предпочтительным материалом для орудий и вытеснило каменные орудия. Вопрос о том, было ли железо импортировано или появилось из местного источника, до сих пор остаётся предметом дебатов среди антропологов. Байер полагал, что железо добывалось на Филиппинах, однако другие указывают на отсутствие артефактов, указывающих на местную плавку железа, на основании чего считают железо импортированным.
Металлурги этого периода уже выработали металлургические процессы, достаточно примитивные, однако близкие по принципу к современным — в частности, закалка железа путём добавки углерода.

### На рубеже н. э.
Ряд историков считают, что Филиппины соответствуют Золотому острову, о котором древнегреческие авторы сообщали, что он якобы находился к востоку от Индии и богат золотом. Помпоний Мела, Марин из Тиры и анонимный автор «Перипла Красного моря» упоминают этот остров около 100 г. н. э. Название эквивалентно индийскому термину Суварнадвипа/Suvarnadvipa (санскр. «остров золота»).
Иосиф Флавий называет его латинским словом Aurea и сопоставляет с библейским Офиром, откуда корабли Тира и Соломона привозили золото и другие предметы роскоши. Ранее, в 21 г. н. э., греческие мореплаватели уже посещали Висайские острова, в частности, Себу.
Клавдий Птолемей локализует остров Хрисе к востоку от Золотого Херсонеса/Khruses Kersonenson, «золотого полуострова», то есть Малайского полуострова. К северу от Золотого полуострова перипла находился Чин/Thin, который отождествляют с Китаем. За много столетий до Птолемея китайцы начали торговлю золотом с Филиппинами. Около 200 г. до н. э. распространился обычай делать золотые накладки на глаза умерших, а затем и золотые маски, что привело к притоку золота на Филиппины.
Во времена династий Цинь и Тан китайцам было известно о «золотых островах» далеко к югу от Китая. Буддийский паломник И-Цин упоминает «Золотой остров» на архипелаге к югу от Китая, который встретился ему на обратном пути на родину из Индии. Средневековые исламские авторы, в частности, Бузург ибн Шахрияр в «Чудесах Индии», упоминают острова как Королевства Забаг и Ваквак, богатые золотом, имея в виду восточные острова Малайского архипелага, где расположены современные Филиппины и Восточная Индонезия.

#### Возникновение городов-государств «Барангай» и торговля (200—500 г. н. э.)

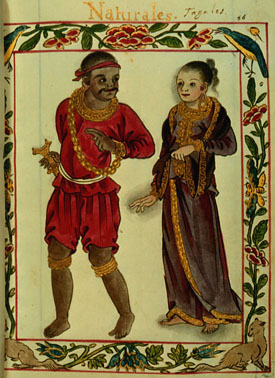
Тагальская семейная пара из высокой касты «махарлика». Боксёрский кодекс, 16 век.

Начиная как минимум с III века н. э. местные народы поддерживали контакты с другими народами Юго-Восточной и Восточной Азии.
Фрагментированные народы основали многочисленные города-государства путём ассимиляции мелких политических объединений, известных под названием «барангай». Во главе мелких объединений стоял вождь, Datu (термин всё ещё используется среди народов, населяющих Филиппины), которые подчинялись королю, носившему титул раджа.
Каждый барангай состоял из примерно 100 семей. Некоторые барангаи насчитывали более чем 2000 жителей.
Если ранее предметами роскоши были, в частности, предметы керамики, которые во всей Южной Азии считались символом богатства, то позднее к ним добавились металл, соль и табак. В обмен на них приобретались перья, рога носорога, клювы птиц, пчелиный воск, птичьи гнёзда, каучук и ротанг.2
К 4 в. барангаи, несмотря на свою разбросанность по многочисленным островам, выработали культурную однородность благодаря многочисленным межостровным и международным торговым связям. В это время среди высшего слоя барангаев процветала смешанная индуистско-буддистская культура. Юридически многие барангаи считались подданными ближайших империй — Шривиджайя (малайской), Маджапахита (яванского), Брунея, Мелаки — фактически же они были достаточно независимы. В указанный период были развиты торговые связи с Суматрой, Калимантаном, Таиландом, Явой, Китаем, Индией, Аравией, Японией и Рюкюским королевством. На основе международной торговли возникла талассократия.